# Giovanni da Udine

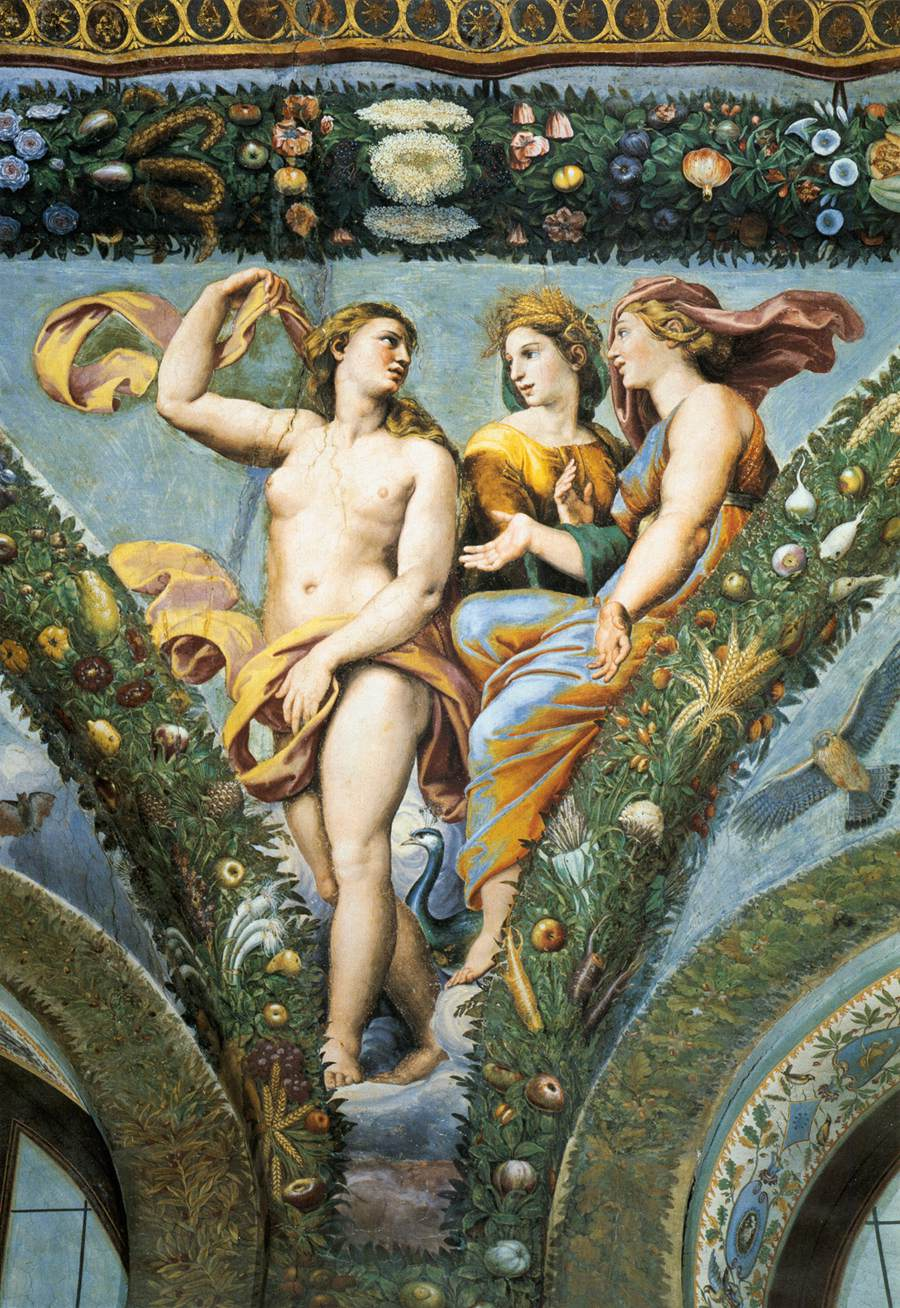
Giovanni da Udine – "Venus, Ceres och Juno" (1517), fresk i Villa Farnesina, Rom.

Giovanni da Udine, född 1487 i Udine, död 1564 i Rom, var en italiensk konstnär.
Udine var lärjunge till Rafael, och skapade i dennes följd arbeten i Rom, varibland märks dekorationsmålningar i Villa Farnesina och Villa Madama. Tillsammans med sin lärare Rafael samt Luca Penni var han den som introducerade groteskornamentiken i konsten.